# Josef Augusta
Josef Augusta (Havlíčkův Brod, 24 novembre 1946 – Jihlava, 16 febbraio 2017) è stato un hockeista su ghiaccio ceco, fino al 1992 cecoslovacco.

## Palmarès

### Olimpiadi invernali
- 1 medaglia[1]:
  - 1 argento (Innsbruck 1976)